# Північний Берег (округ Гамбії)
Північний Берег (англ. North Bank) — округ у північній частині Гамбії.
Адміністративний центр — Кереван.
Площа округу — 2 256 км², населення — 180 170 чоловік (2010).

## Географія
На півдні межує з округом Нижня Річка по річці Гамбія, на сході з округом Центральна Річка, на півночі з Сенегалом. На заході виходить до Атлантичного океану.

## Адміністративний поділ

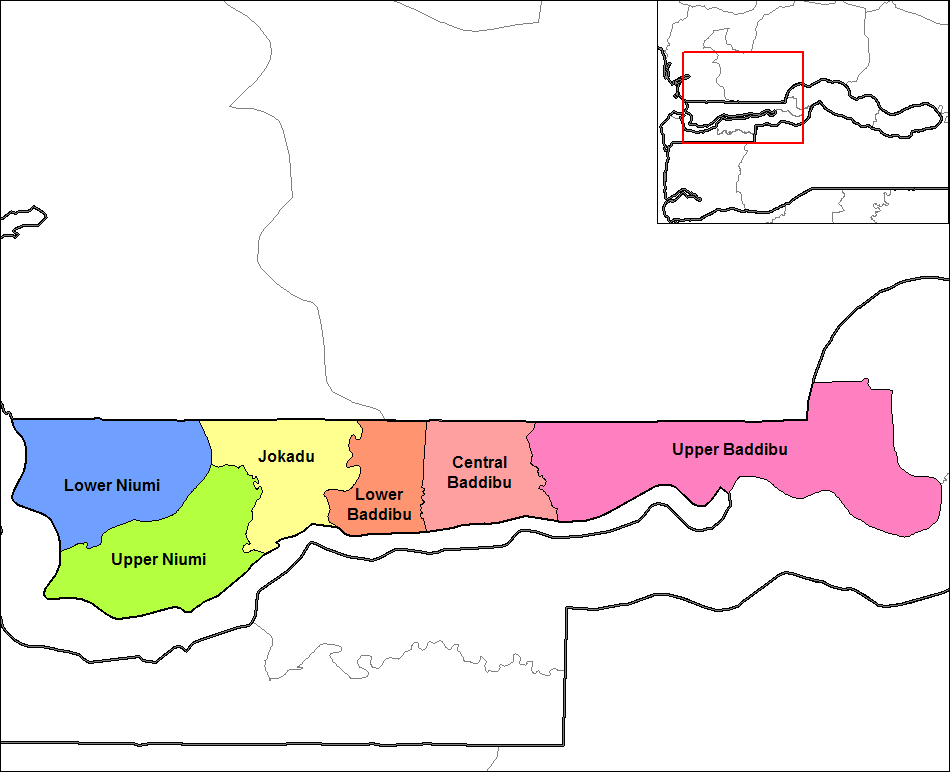
Адміністративний поділ округу

Адміністративно округ поділяється на 6 районів:
- Центральний Баддібу
- Йокаду
- Нижній Баддібу
- Нижній Ньюму
- Верхній Баддібу
- Верхній Ньуму

## Острів Джеймс
Розташований поблизу міста Джуфуре (Jufureh) на річці Гамбія острів Джеймс (Кунта Кінте або острів святого Андрія) разом з кількома іншими укріпленнями колоніального періоду внесений до списку світової спадщини ЮНЕСКО .
| Гамбія | Це незавершена стаття з географії Гамбії. Ви можете допомогти проєкту, виправивши або дописавши її. |